# مالک آیت عالیه
مالک آیت عالیه (انگلیسی: Malek Aït Alia؛ زادهٔ ۱۵ اوت ۱۹۷۷) بازیکن فوتبال اهل فرانسه بود.
از باشگاه‌هایی که در آن بازی کرده‌است می‌توان به باشگاه فوتبال مون‌پلیه، باشگاه فوتبال آمیان، باشگاه فوتبال استاد رنس، باشگاه فوتبال اتحاد الجزایر، و باشگاه فوتبال لوریان اشاره کرد.
وی همچنین در تیم ملی فوتبال الجزایر بازی کرده‌است.